# گل مردابی
گل مردابی (نام علمی: Nymphoides peltata) نام یک گونه از راسته میناسانان است.